# 中村吉晴
金剛山（こんごうさん、1971年12月9日 - ）は日本のプロレスラー。大阪府堺市出身。身長185cm、体重145kg。血液型B型。
中村吉晴名義でKAIENTAI DOJOの初代コミッショナーを務めた。

## 経歴
レスラーを凌ぐ背の高さが特徴的であり、KAIENTAI DOJO旗揚げ当初からコミッショナーに就任。モメ事があると登場し「なんですか、アナタ達は!」が、お約束である。2003年にはTAKAみちのくらのユニット吉田屋に加入してサングラスの悪徳コミッショナーとなり活躍した。
コミッショナーを退任後の2013年7月1日に大阪府貝塚市に「よし鍼灸整骨院」を開院した。2023年同市内で移転。
2021年11月21日、プロフェッショナルレスリングJUST TAP OUTの大阪176BOX大会で本名の鄭 吉晴(てい よしはる)の名でプロレスラーデビュー。2022年4月10日にはTAKAみちのくとシングルマッチで対戦した。
リングネームを金剛山（こんごうさん）に改名。南大阪プロレス（2022年5月旗揚げ）に、2023年3月24日に入団。
同年5月28日にはプロレスリングZERO1からオファーを受け入団を発表（南大阪とのダブル所属）。基本大阪を拠点としてプロレスラー活動をしておりZERO1の試合も大阪などで開催のみ出場していた。2025年1月、ZERO1体制変更に伴い退団。

## 入場テーマ曲
- 「ジャスティス」（Y.Takeya）※「KAIENTAI DOJO vol.6」に収録
- 「Digital Shockwave」（Cherry filter）

## 特記
- 空手やレスリングの経験がある。

## テレビ出演
- THIS IS KAIENTAI DOJO（GAORA）